# Pippau
Die Pippau (Crepis) bilden eine Pflanzengattung in der Familie der Korbblütler (Asteraceae). Die etwa 200 Arten sind in Nordamerika, Eurasien und Afrika weitverbreitet. Der Trivialname Pippau kommt aus dem Slawischen (poln. pępawa) und galt für den verwandten Löwenzahn (Taraxacum officinale).

## Beschreibung

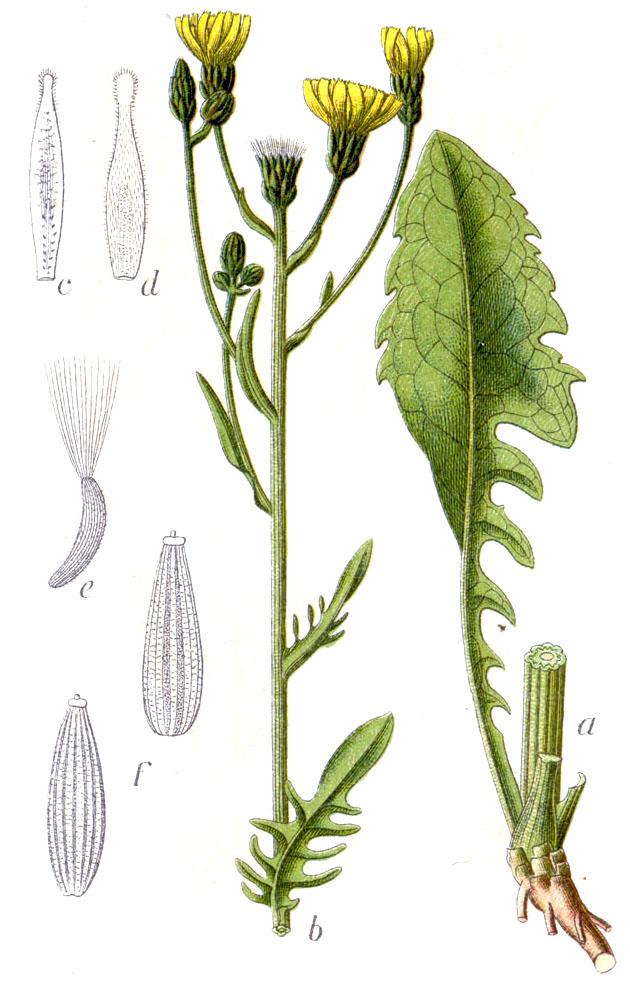
Illustration des Wiesen-Pippau (Crepis biennis)

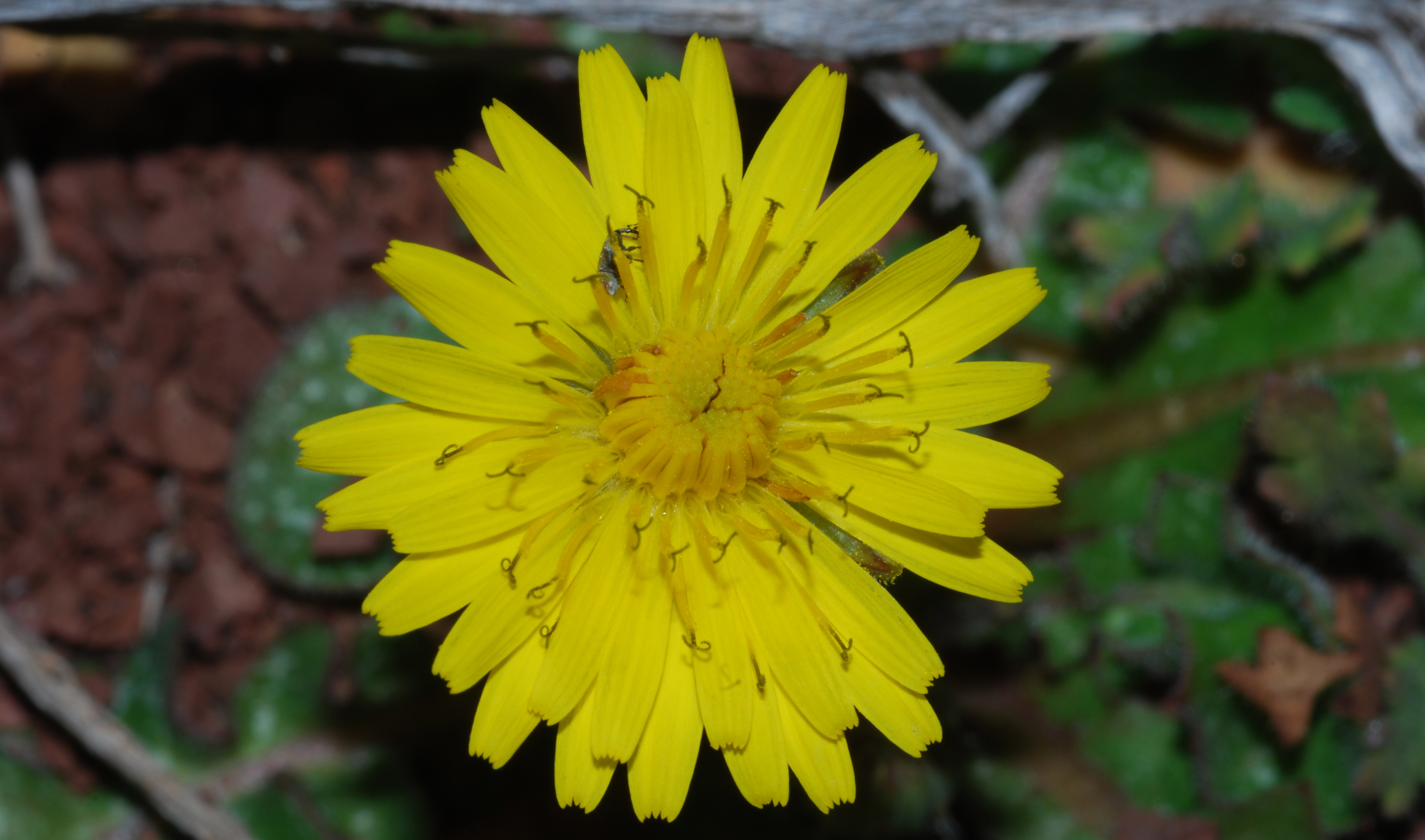
Blütenkorb im Detail von Crepis sancta, die zwei Griffeläste sind gut erkennbar

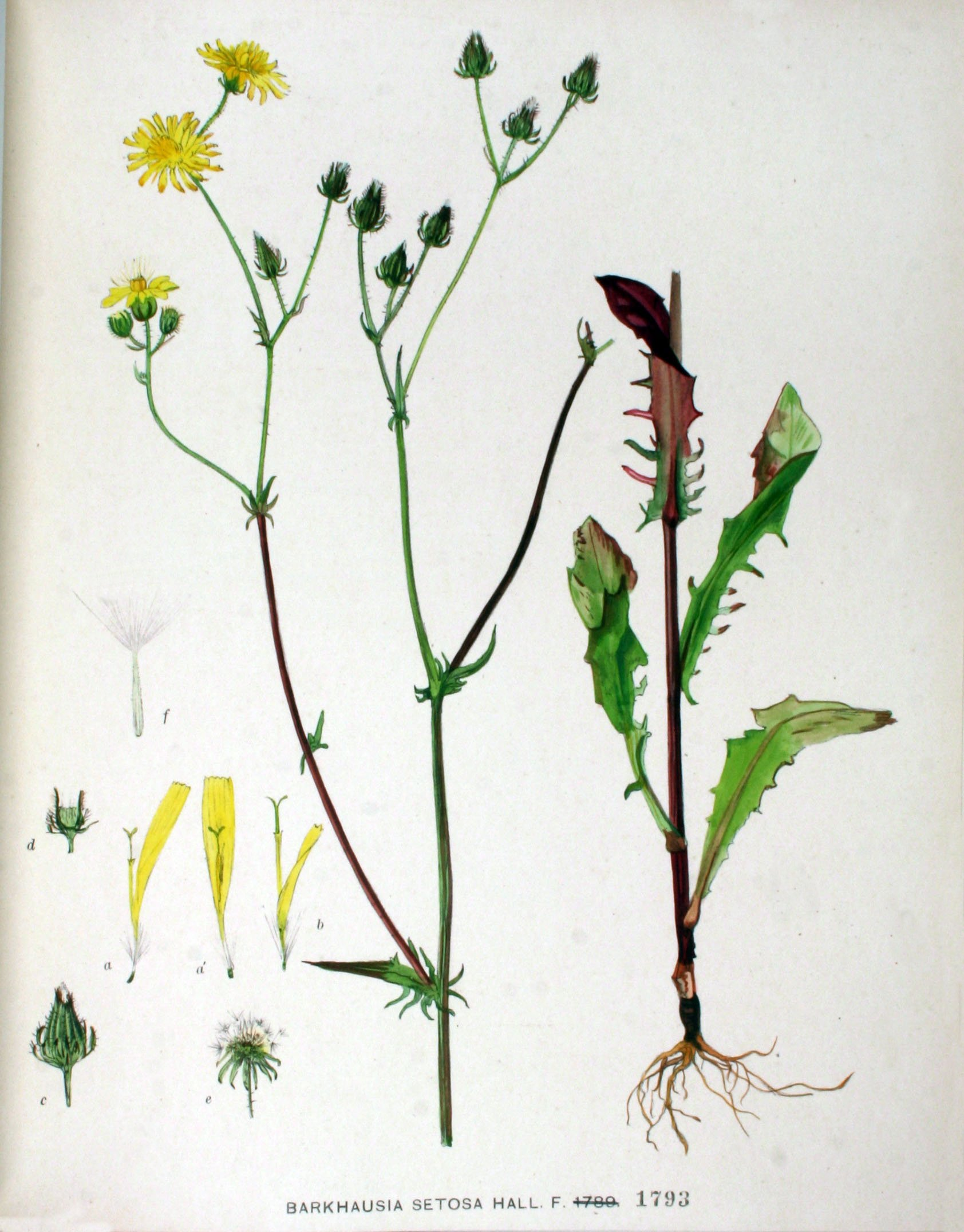
Illustration des Borsten-Pippau (Crepis setosa)

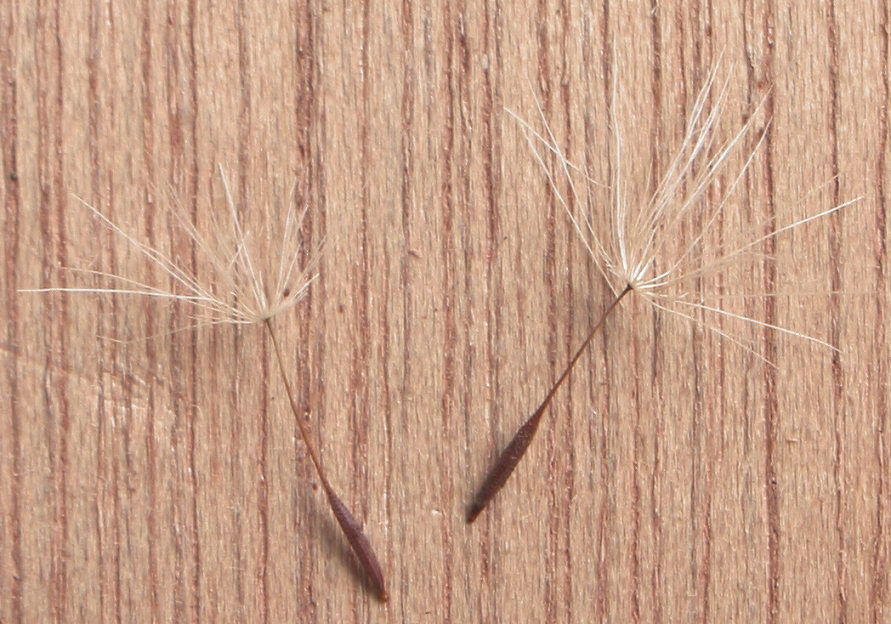
Achänen mit Pappus vom Löwenzahn-Pippau (Crepis vesicaria subsp. taraxacifolia)

### Erscheinungsbild und Blätter
Die Pippau-Arten sind ein-, zweijährige oder ausdauernde krautige Pflanzen, die je nach Art Wuchshöhen von 3 bis 120 Zentimetern erreichen. Sie bilden meist Pfahlwurzeln, manchmal bilden sie Rhizome. Die selbstständig aufrechten bis kriechenden Stängel sind einfach oder verzweigt.
Die oft in grundständigen Rosetten und oft auch zusätzlich am Stängel wechselständigen, verteilt angeordneten Laubblätter sind oft in Blattstiel und -spreite gegliedert. Die Blattstiele sind mehr oder weniger geflügelt. Die Blattspreiten sind einfach, gelappt bis fiederteilig. Die Blattränder können glatt, gezähnt oder gesägt sein.

### Blütenstände und Blüten
Die aufrechten körbchenförmigen Blütenstände stehen manchmal einzeln oder meist in verzweigten, schirmtraubigen bis traubigen oder rispigen Gesamtblütenständen. Die Korbhülle (Involucrum) ist zylindrisch bis glockenförmig. Die Hüllblätter stehen in mehreren Reihen. Die äußeren Hüllblätter überlappen sich mehr oder weniger dachziegelartig, sie werden nach außen hin allmählich länger und die Längsten sind 1/4 bis 2/3 länger als die innersten; die inneren besitzen meist die gleiche Länge. Die inneren Hüllblätter sind linealisch-lanzettlich, außen mit einfachen oder drüsigen Trichomen behaart oder selten kahl und innen kahl und anliegend seidig behaart. Der flache oder konvexe Blütenkorbboden besitzt selten Spreublätter oder Borstenhaare.
Die Blütenkörbchen enthalten nur fünf bis über hundert Zungenblüten. Die Farbe der Zungenblüten ist meist gelb oder orangefarben, manchmal weiß, rosafarben oder rötlich bis selten purpurrot.

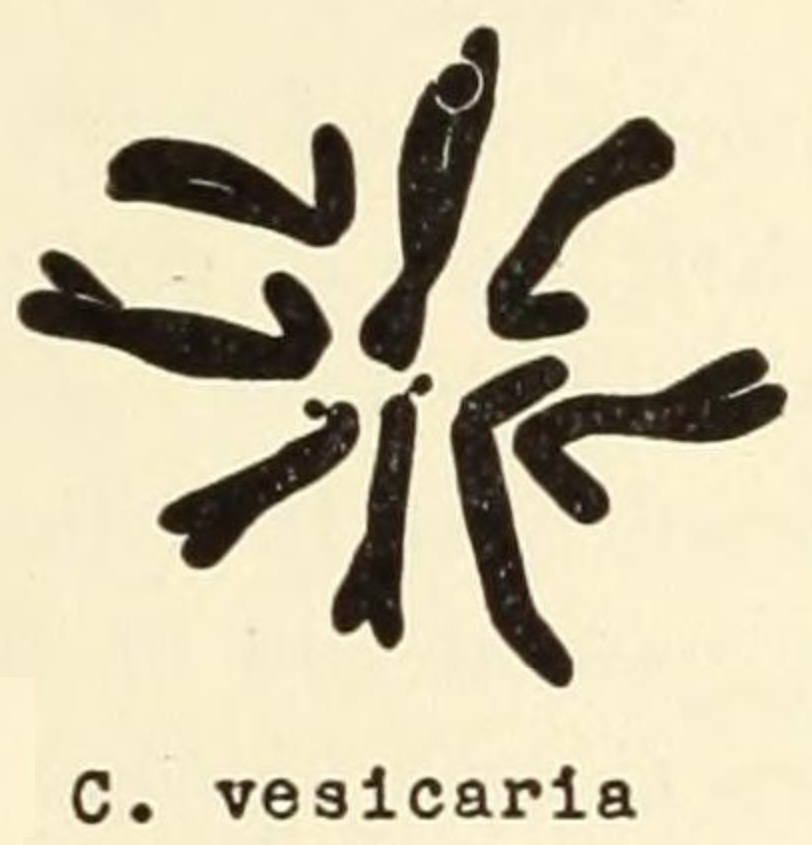
Chromosomen von Crepis vesicaria

### Früchte
Die gelben, braunen, grünen, roten oder schwarzen Achänen sind fein stachelig oder glatt. Die zylindrischen bis spindelförmigen Achänen besitzen zehn bis zwanzig Rippen und ein verengendes, spitz zulaufendes oder geschnabeltes oberes Ende. Der haltbare oder früh abfallende Pappus besteht aus 80 bis 150 weißen bis hellgelblichen, biegsamen, nicht gefiederten Borstenhaaren, die mehr oder weniger gleich sind oder die äußeren sind kürzer; sie können in ein oder zwei Reihen stehen.

### Chromosomensätze
Die Chromosomengrundzahlen betragen x = 8, 7, 6, 5, 4 oder 3. Es gibt die Ploidiegrade Diploidie, Tetraploidie, Hexaploidie und Octoploidie.

## Systematik und Verbreitung

### Taxonomie
Die Gattung Crepis wurde 1753 durch Carl von Linné in Species Plantarum, Tomus II, Seite 805 aufgestellt. Der Gattungsname Crepis bedeutet „Schuhsohle“ und bezieht sich auf die Form der Laubblätter. Typusart ist Crepis biennis L. Synonyme für Crepis L. sind: Aegoseris (Rchb.) Steud., Anisoderis Cass., Anisoramphus DC., Anthochytrum Rchb., Anthochytrum Rchb. f., Aracium Neck., Barckhausenia K.T.Menke, Barkhausia Moench, Barckhausia DC., Berinia Brign., Billotia Sch.Bip., Brachyderea Cass., Calliopea D.Don, Catonia Moench, Ceramiocephalum Sch.Bip., Choeroseris Link, Closirospermum Neck., Crenamum Adans., Crepidium Tausch, Crepinia Rchb., Cymboseris Boiss., Derouetia Boiss. & Balansa, Dianthoseris Sch.Bip., Dianthoseris Sch.Bip. ex A.Rich., Dysodea Borkh., Endoptera DC., Gatyona Cass., Geblera Andrz. ex Besser, Geracium Mössler, Geracium Rchb., Hapalostephium D.Don, Hieracioides Fabr., Hieraciodes Möhring ex Kuntze, Hostia Moench, Idianthes Desv., Intybellia Cass., Intybellia Monnier, Lagoseris M.Bieb., Lepicaune Lapeyr., Limnocrepis Fourr., Limnoseris Peterm., Melitella Sommier, Myoseris Link, Nannoseris Hedberg, Nemauchenes Cass., Omalocline Cass., Pachylepis Less., Paleya Cass., Phaecasium Cass., Phalacroderis DC., Psammoseris Boiss. & Reut., Psilochenia Nutt., Pterotheca Cass., Rhynchopappus Dulac, Rodigia Spreng., Sclerophyllum Gaudin, Soyeria Monnier, Succisocrepis Fourr., Trichocrepis Vis., Wibelia G.Gaertn., B.Mey. & Scherb., Zacintha Mill.

### Äußere Systematik
Die Gattung Crepis gehört zur Subtribus Crepidinae aus der Tribus Cichorieae in der Unterfamilie Cichorioideae innerhalb der Familie Asteraceae. Schon Linné verzeichnete 1753 13 Crepis-Arten. Der Umfang dieser Gattung wurde oft geändert. Ohne die Arten der Gattungen Lapsana und Rhagadiolus ist die Gattung Crepis paraphyletisch. Dies wird noch kontrovers diskutiert. Die Artenliste unten entspricht diesem Umfang der paraphyletischen Gattung Crepis nach Enke & Gemeinholzer 2008.

### Arten und ihre Verbreitung
Die Gattung Crepis ist auf der Nordhalbkugel in Nordamerika, Eurasien weitverbreitet; nur jeweils wenige Arten kommen in Makaronesien und Ost-, West- sowie Südlichen Afrika vor. Der Ursprung der Gattung Crepis wird in der Altai/Tien Shan Region in Zentralasien vermutet. Die größere Artenvielfalt ist im Mittelmeerraum.
| - Crepis achyrophoroides Vatke: Sie kommt Disjunktion (Biologie)\|disjunkt in Äthiopien und im Sudan vor. Es sind nur Fundorte in den Choke sowie Simien Bergen in Höhenlagen von 2120 bis 3600 Metern bekannt. In der Roten Liste der gefährdeten Arten der IUCN gilt sie 2020 als EN = „Endangered“ = „stark gefährdet“. Die Bestände gehen beispielsweise durch Habitatverlust und Beweidung zurück. Es gibt nur Herbarbelege aus den Jahren 1863, 1957 sowie 2004. In den Simien Bergen wurde sie zuletzt 1863 gefunden. Ein Monitoring ist erforderlich. - Crepis aculeata (DC.) Boiss.: Sie kommt im Gebiet Syrien, Libanon, Israel, Jordanien und in Saudi-Arabien sowie auf der Sinai-Halbinsel und vielleicht Zypern vor. - Crepis acuminata Nutt. (Syn.: Crepis angustata Rydb., Crepis seselifolia Rydb., Crepis acuminata subsp. pluriflora Babc. & Stebbins): Sie ist von den westlichen bis zu den zentralen USA vom südöstlichen Washington über Utah, nördlichen Arizona, südlichen Nevada bis Kalifornien und von Iowa über Nebraska, westlichen Colorado, Idaho, Montana, östlichen Oregon, westlichen Wyoming bis zum nördlichen New Mexico verbreitet. Sie gedeiht in Höhenlagen von 1000 bis 3300 Metern. - Crepis aitchisonii Boiss.: Sie kommt in Afghanistan und Pakistan vor. - Crepis albescens Kuvaev & L.I.Demidova: Sie kommt im nördlichen Teil des europäischen Russlands vor. - Weißlicher Pippau (Crepis albida Vill., Syn.: Crepis macrocephala DC., Crepis taraxacoides Pourr.): Es gibt etwa sechs Unterarten: - Crepis albida Vill. subsp. albida: Sie kommt von Marokko, über Gibraltar sowie Spanien, Frankreich bis Italien vor. - Crepis albida subsp. asturica (Lacaita & Pau) Babc. (Syn.: Crepis asturica Lacaita & Pau): Sie kommt nur in Spanien vor. - Crepis albida subsp. grosii (Pau) Babc. (Syn.: Crepis grosii Pau, Crepis thrinciifolia Pau): Sie kommt nur in Spanien vor. - Crepis albida subsp. longicaulis Babc.: Sie kommt nur in Spanien vor. - Crepis albida subsp. macrocephala (Willk.) Babc.: Sie kommt nur in Spanien vor. - Crepis albida subsp. scorzoneroides(Rouy) Babc. (Syn.: Crepis scorzoneroides Rouy): Sie kommt nur in Spanien vor. - Crepis alfredii Bornm.: Sie kommt im Iran vor. - Crepis alikeri Czerep.: Sie kommt nur in Aserbaidschan vor. - Alpen-Pippau (Crepis alpestris (Jacq.) Tausch, Crepis mucronata (Bertol.) Nyman, Crepis longifolia Hegetschw., Crepis alpestris subsp. pubescens (Froel.) Arcang., Crepis alpestris var. gmeliniana Froel., Crepis alpestris var. integrifolia Bisch., Crepis alpestris var. runcinata Bisch., Crepis alpestris var. willdenowiana Froel.): Er kommt in Mittel-, Süd-, Südosteuropa und in der Türkei vor. - Crepis alpina L.: Sie kommt auf der Krim, in der Türkei, in Belarus, Dagestan, Aserbaidschan, Armenien, im Irak und Iran vor. - Crepis amanica Babc.: Sie kommt im asiatischen Teil der Türkei vor. - Crepis amplexifolia (Godr.) Willk. Sie kommt in Nordafrika in Algerien, Libyen, Marokko sowie Tunesien vor. - Crepis apula (Fiori) Babc. (Syn.: Crepis suffreniana subsp. apula (Fiori) P.D.Sell, Crepis suffreniana var. apula Fiori): Dieser Endemit kommt nur in Italien vor. - Crepis arcuata Kamari & Strid: Sie wurde 1989 aus Griechenland erstbeschrieben. - Crepis arenaria (Pomel) Pomel (Syn.: Crepis suberostris subsp. arenaria (Pomel) Babc.): Die zwei Unterarten kommen nur in Algerien vor: - Crepis arenaria (Pomel) Pomel subsp. arenaria - Crepis arenaria subsp. suberostris (Batt.) Greuter (Syn.: Crepis suberostris Batt.): Diese Neukombination erfolgte 2003. - Crepis armena Froel.: Sie kommt in der Türkei und im Iran vor. - Crepis asadbarensis Bornm. ex Rech. f.: Sie wurde 1977 aus dem Iran erstbeschrieben. - Crepis aspera L.: Sie kommt auf Zypern und in Ägypten mit der Sinai-Halbinsel und von der Türkei über den Iran sowie Irak bis Israel vor. - Crepis aspromontana Brullo, Scelsi & Spamp.: Sie wurde 1996 aus Italien erstbeschrieben. - Crepis atheniensis Babc.: Sie kommt in Griechenland vor. - Crepis athoa Boiss. Sie kommt in Griechenland vor. - Crepis atribarba A.Heller (Syn.: Crepis gracilis (D.C.Eaton) Rydb. non Crepis gracilis Lej. nec Crepis gracilis Hook. f. & Thomson, Crepis exilis Osterh., Crepis exilis subsp. originalis Babc. & Stebbins, Crepis exilis subsp. typica Babc. & Stebbins nom. inval., Crepis occidentalis var. cytotaxonomicorum (B.Boivin) B.Boivin, Crepis occidentalis var. gracilis D.C.Eaton, Crepis intermedia var. gracilis (D.C.Eaton) A.Gray, Crepis atribarba subsp. typica Babc. & Stebbins nom. inval., Crepis atribarba var. cytotaxonomicorum B.Boivin): Sie ist im westlichen sowie zentralen Nordamerika vom westlichen sowie zentralen Kanada bis zu den westlichen sowie zentralen USA verbreitet. Sie gedeiht in Höhenlagen von 200 bis 3000 Metern. - Gold-Pippau (Crepis aurea (L.) Cass., Syn.: Crepis kitaibelii Froel., Crepis aurea subsp. typica Babc. nom. inval., Crepis aurea var. typica Fiori nom. inval., Crepis aurea var. halleriana Froel.): Es gibt etwa drei Unterarten: - Crepis aurea (L.) Cass. subsp. aurea: Sie kommt von Frankreich über die Schweiz, Liechtenstein, Österreich und Deutschland sowie Italien, Slowenien, Serbien, Kroatien, Bosnien und Herzegowina, Albanien bis Montenegro vor. - Crepis aurea subsp. glabrescens (Caruel) Arcang. (Syn.: Crepis aurea var. glabrescens Caruel,Crepis aurea subsp. lucida (Ten.) Grande, Crepis columnae (Ten.) Froel.): Sie kommt in Italien, auf der Balkanhalbinsel bis Griechenland vor. - Crepis aurea subsp. olympica (K.Koch) Lamond (Syn.: Crepis olympica K.Koch): Sie kommt im asiatischen Teil der Türkei vor. - Crepis auriculifolia Sieber ex Spreng. (Syn.: Crepis raulinii Boiss.): Sie ist ein Endemit Kretas. - Crepis bakeri Greene: Die etwa drei Unterarten sind in westlichen US-Bundesstaaten Idaho, Washington, Oregon, Nevada sowie im nördlichen Kalifornien verbreitet. - Crepis baldaccii Halácsy: Die drei Unterarten kommen in Serbien, Albanien und Griechenland vor. - Crepis balliana Babc.: Sie kommt in Marokko vor. - Crepis barbigera Leiberg ex Coville: Sie kommt in den westlichen US-Bundesstaaten ist Idaho, Washington und Oregon vor. Sie gedeiht in Höhenlagen von 100 bis 2000 Metern. - Crepis bellidifolia Loisel.: Sie kommt in Italien, Frankreich, Korsika und Sardinien vor. - Crepis bermejana M.Talavera, Sánch.Casim.-Sor. & Talavera: Die Erstbeschreibung erfolgte 2013. Dieser Endemit kommt nur in der Sierra Bermeja in der spanischen Provinz Málaga vor. Sie gedeiht an Felshängen in Höhenlagen von 500 bis 950 Metern. - Crepis bertiscea Jáv.: Sie kommt von Serbien über Montenegro bis Albanien vor. - Wiesen-Pippau (Crepis biennis L., Syn.: Crepis calcarea Wender., Crepis gmelinii Schult., Crepis laevigata Dumort., Crepis lodomeriensis Besser, Crepis maritima Boucher nom. nud., Crepis muricata Gilib. nom. inval., Crepis scanensis L. nom. nud., Crepis scepusiensis Kit., Crepis transsilvanica Schur, Crepis tristis Klokov, Crepis tectorum var. elata Ledeb., Crepis biennis subsp. subalpina (Nyár.) Nyár., Crepis biennis var. alpestris Beauverd, Crepis biennis var. banatica Rochel, Crepis biennis var. calcarea (Wender.) Wigand & F.Meigen, Crepis biennis var. carpatica Popov, Crepis biennis var. dentata Wimm. & Grab., Crepis biennis var. dentata W.D.J.Koch, Crepis biennis var. glandulosopilosa Heuff., Crepis biennis var. glabrescens Schur, Crepis biennis var. hispida Woerl. ex Beger, Crepis biennis var. humilis Schur, Crepis biennis var. lacera Wimm. & Grab. nom. illeg., Crepis biennis var. leptophylla Wallr., Crepis biennis var. lorifolia Beck, Crepis biennis var. maritima Corb., Crepis biennis var. minoriceps J.Murr, Crepis biennis var. nitens Nyár., Crepis biennis var. platyphylla Wallr., Crepis biennis var. pubescens Beckh., Crepis biennis var. runcinata Wimm. & Grab., Crepis biennis var. scrabifolia Vacc., Crepis biennis var. scabriuscula Schur, Crepis biennis var. semiincisa Wimm. & Grab., Crepis biennis var. silviae Üksip, Crepis biennis var. subalpina Nyár.):: Es sind keine Subtaxa gültig. Er ist in Europa weitverbreitet und ist in manchen Gebieten Nordeuropas und Nordamerikas ein Neophyt. - Crepis bithynica Boiss.: Sie kommt in Bulgarien sowie in der Türkei und vielleicht in Griechenland vor. - Crepis bodinieri H.Lév.: Sie gedeiht in Wäldern und im Dickicht in Höhenlagen von 1500 bis 2900 Metern in Tibet und Yunnan. - Crepis borealis Sch.Bip. ex Walp. (Syn.: Microseris borealis (Bong.) Sch.Bip.): Sie kommt im westlichen Nordamerika von Alaska bis Kalifornien vor. - Crepis bungei Ledeb. ex DC.: Sie kommt in Sibirien und in der Mongolei vor. - Crepis bupleurifolia (Boiss. & Kotschy) Freyn & Sint.: Sie kommt in der Türkei vor. - Crepis bursifolia L.: Die Heimat ist Italien, Sizilien, Kroatien und Monaco. Sie ist in Kalifornien ein Neophyt. - Crepis callicephala Juz. - Crepis calycina (Hoffmanns. & Link) Nyman: Sie kommt nur in Portugal vor. - Kanaren-Pippau (Crepis canariensis (Sch.Bip. ex Sch.Bip.) Babc. ex Babc.): Er kommt auf den Kanarischen Inseln Gran Canaria, Fuerteventura sowie Lanzarote vor. - Kleinköpfiger Pippau (Crepis capillaris (L.) Wallr.) Er ist im westlichen und südwestlichen Europa verbreitet, in Mitteleuropa könnte er als Archäophyt eingeführt worden sein. Er ist weltweit in den gemäßigten Gebieten, beispielsweise in Nordamerika, ein Neophyt. - Crepis carbonaria Sch.Bip.: Sie kommt von Äthiopien bis Zaire vor. - Crepis caucasica C.A.Mey.: Sie kommt im Kaukasusraum vor. - Crepis caucasigena Czerep.: Sie kommt in Russland und im Kaukasusraum vor. - Crepis chloroclada Collett & Hemsl.: Sie kommt in Thailand, Myanmar und Vietnam vor. - Fenchelblättriger Pippau (Crepis chondrilloides Jacq.): Er kommt in Italien, Slowenien, Kroatien, Bosnien und Herzegowina sowie Montenegro vor. - Crepis chrysantha (Ledeb.) Turcz. (Syn.: Crepis polytricha (Ledeb.) Turcz.): Sie kommt in Kasachstan, in Russland, in der Mongolei und in Xinjiang vor. - Crepis ciliata K.Koch: Sie kommt von Transkaukasien bis zum nördlichen Iran vor. - Crepis claryi Batt.: Sie kommt in Algerien vor. - Crepis clausonis (Pomel) Pomel: Sie kommt in Algerien und in Tunesien vor. - Crepis commutata (Spreng.) Greuter (Syn.: Rodigia commutata Spreng.): Sie ist in Bulgarien, Griechenland, Kreta, auf Inseln in der Ägäis, die Türkei, Zypern und im Gebiet von Syrien sowie Libanon verbreitet. - Crepis connexa Babc.: Dieser Endemit kommt im südwestlichen Iran vor. - Großköpfiger Pippau (Crepis conyzifolia (Gouan) A.Kerner): Er kommt in Mittel-, Süd- und Südosteuropa sowie in Vorderasien vor. - Crepis coreana (Nakai) H.S.Pak: Diese Neukombination erfolgte 1999. Sie kommt im nordöstlichen Korea und in den chinesischen Provinzen Jilin sowie Liaoning vor. - Crepis cretica Boiss. (Syn.: Crepis neglecta subsp. cretica(Boiss.) Hayek): Sie kommt nur auf Kreta und Karpathos vor. - Crepis crithmifolia Link - Crepis crocea (Lam.) Babc. (Syn.: Crepis aurea var. crocea (Lam.) DC., Crepis gmelinii var. grandifolia Tausch, Crepis pallasii Turcz. nom. illeg. superfl., Crepis turczaninowii C.A.Meyer): Sie kommt im östlichen Russland, in der Mongolei, in der Inneren Mongolei und in den chinesischen Provinzen Gansu, Hebei, Qinghai, Shaanxi sowie Shanxi vor. - Crepis ×curiensis Brügger: - Crepis cytherea Kamari: Sie kommt in Griechenland vor. - Crepis czerepanovii Tzvelev: Sie kommt in Finnland und im nordwestlichen europäischen Russland vor. - Crepis dachhigamensis G.Singh: Sie kommt im westlichen Himalaja vor. - Crepis darvazica Krasch.: Sie kommt im östlichen Kasachstan, in Kirgisistan, Tadschikistan und in Xinjiang vor. - Crepis demavendi Bornm.: Sie kommt nur im Iran vor. - Crepis desertorum J.Qiu & D.Y.Tan: Sie wurde 2020 aus dem nördlichen Xinjiang erstbeschrieben. Sie kommt weit verbreitet im Junggar-Becken vor und gedeiht auf stationären Sanddünen in Höhenlagen von 300 bis 530 Metern. - Crepis dianthoseris N.Kilian, Enke, Sileshi & Gemeinholzer (Syn.: Crepis inopinata (Cufod.) N.Kilian, Enke, Sileshi & Gemeinholzer): Sie wurde 2008 erstbeschrieben und kommt von Äthiopien über Kenia bis Tansania vor. - Crepis dioritica Schott & Kotschy ex Boiss.: Sie kommt in der Türkei vor. - Crepis dioscoridis L.: Sie kommt auf der Balkanhalbinsel, Kreta, auf Inseln in der Ägäis und in der Türkei vor; in Frankreich und Italien ist sie ein Neophyt. - Crepis divaricata (Lowe) F.W.Schultz: Sie kommt auf Madeira, Porto Santo, auf den Desertas und auf Selvagens vor. - Crepis dubia Krock. - Crepis elbrusensis Boiss.: Sie kommt vom nördlichen Irak bis zum Iran vor. - Crepis elegans Hook. (Syn.: Askellia elegans (Hook.) W.A.Weber): Sie ist in Kanada und in den US-Bundesstaaten Alaska, Montana sowie Wyoming verbreitet. Sie gedeiht in Höhenlagen von 1300 bis 2000 Metern. - Crepis elongata Babc. (Syn.: Crepis tibetica Babc.): Sie kommt im nordöstlichen Indien, in Nepal, Bhutan, Tibet und in den chinesischen Provinzen Yunnan sowie im westlichen Sichuan nur in Kangding vor. - Crepis elymaitica Bornm.: Dieser Endemit kommt im südwestlichen Iran vor. - Crepis erythia Pau: Sie kommt in Spanien und Marokko vor. - Crepis faureliana Maire: Sie kommt in Algerien vor. - Crepis filiformis Viv.: Sie kommt nur in Libyen vor. - Crepis fodorii Pénzes - Stinkender Pippau (Crepis foetida L.): Es gibt beispielsweise die Unterarten: - Eigentlicher Stink-Pippau (Crepis foetida L. subsp. foetida): Sie ist beispielsweise in Nordamerika ein Neophyt. - Klatschmohn-Stink-Pippau (Crepis foetida subsp. rhoeadifolia (M.Bieb.) Čelak.) - Crepis foliosa Babc.: Sie kommt in Nord- und Osteuropa vor. - Crepis fraasii Sch.Bip.: Sie kommt in Griechenland, auf Kreta, auf Zypern, auf Inseln der Ägäis und in der Türkei vor. - Crepis frigida (Boiss. & Balansa) Babc.: Sie kommt von der Türkei bis zum Iran vor. - Frölich-Pippau (Crepis froelichiana Froelich): Er kommt in Italien, in der Schweiz, in Österreich und auf der Balkanhalbinsel vor. Es gibt die beiden Unterarten: - Dinarischer Frölich-Pippau (Crepis froelichiana subsp. dinarica (Beck) Gutermann, Syn.: Crepis incarnata Tausch non Vis.) - Gelber Frölich-Pippau (Crepis froelichiana Froelich subsp. froelichiana) - Crepis fussii Kováts ex Janka - Crepis garnieri Petitm. - Crepis gaubae Bornm.: Sie kommt nur im Iran vor. - Crepis gemicii Yıldırım, Bingöl & Armağan: Sie wurde 2011 aus dem asiatischen Teil der Türkei erstbeschrieben. - Crepis glandulosa Bastard - Crepis gmelinii (L.) Tausch: Sie kommt vom östlichen und südöstlichen Sibirien bis zum Fernen Osten Russlands vor. - Crepis gossweileri S.Moore: Sie kommt nur in Angola vor. - Crepis granatensis (Willk.) Blanca & Cueto: Dieser Endemit gedeiht über Kalkgestein nur in den Bergketten im südlichen Spanien in Sierra de Magina (in der Provinz Jaén), Sierra de La Sagra (in der Provinz Granada), Cazorla-Segura (in der Provinz Jaén) sowie der Sierra de Gádor (in der Provinz Almería) vor. Das Areal ist stark disjunkt. In der Roten Liste der gefährdeten Arten der IUCN gilt sie 2011 als EN = „Endangered“ = „stark gefährdet“. Die Bestände gehen beispielsweise durch Beweidung fortlaufend zurück. In nur zwei der Populationen gibt es mehr als 2000 blühfähige Exemplare. - Crepis guioliana Babc.: Sie kommt in Griechenland vor. - Crepis hakkarica Lamond: Sie kommt in der Türkei vor. - Crepis heldreichiana (Kuntze) Greuter: Sie kommt in Griechenland vor. - Crepis hellenica Kamari: Die zwei Unterarten kommen in Griechenland und auf Inseln in der Ägäis vor. - Crepis ×helvetica Brügger - Crepis heterotricha DC.: Sie kommt im Iran vor. - Crepis hierosolymitana Boiss.: Sie kommt in Syrien, Jordanien, im Libanon und in Israel vor. - Crepis himalaica Kitam.: Sie kommt im zentralen Himalaja vor. - Crepis hokkaidoensis Babc.: Sie kommt auf Sachalin, auf den Kurilen und auf der japanischen Insel Hokkaido vor. - Crepis ×holubyana Domin - Crepis hookeriana Ball: Sie kommt nur in Marokko vor. - Crepis hypochoeridea (DC.) Thell.: Sie kommt von Nigeria bis Tansania und zum südlichen Afrika vor. - Crepis incana Sm.: Sie kommt in Griechenland vor. - Crepis insignis Babc.: Sie kommt in Syrien vor. - Crepis intermedia A.Gray: Sie ist Nordamerika in Kanada und in den USA weitverbreitet. Sie gedeiht in Höhenlagen von 800 bis 3900 Metern. - Crepis ×intermixta Rech. f. - Felsen-Pippau (Crepis jacquinii Tausch): Er kommt in Mitteleuropa und in Südosteuropa vor. Es gibt die Unterarten: - Östlicher Felsschutt-Pippau (Crepis jacquinii Tausch subsp. jacquinii) - Westlicher Felsschutt-Pippau (Crepis jacquinii subsp. kerneri (Rech. f.) Merxm.) - Crepis juvenalis (Delile) F.W.Schultz (Syn.: Crepis tunetana Batt.): Sie kommt nur in Tunesien vor. - Crepis karakuschensis Czerep.: Dieser Endemit kommt nur in der Autonomen Republik Nachitschewan, die zu Aserbaidschan gehört, vor. - Crepis kashmirica Babc.: Sie kommt vom westlichen Himalaja bis Tibet vor. - Crepis khorassanica Boiss.: Sie kommt vom nordöstlichen Iran bis Turkmenistan vor. - Crepis koelzii Babc.: Sie kommt in Afghanistan vor. - Crepis kotschyana (Boiss.) Boiss.: Sie ist in West- sowie Zentralasien und von der Türkei bis Pakistan verbreitet. - Crepis kurdica Rech. f.: Sie kommt im nördlichen und nordöstlichen Irak vor. - Crepis lacera Ten.: Sie kommt in Italien und Albanien vor. - Crepis lampsanoides (Gouan) Tausch: Sie kommt in Portugal, Spanien, Andorra und Frankreich vor. - Italienischer Pippau (Crepis leontodontoides All.): Er kommt in Frankreich, auf Korsika, in Italien, auf Sizilien sowie Sardinien und in Albanien vor. - Crepis libanotica Thiébaut: Sie kommt in der Türkei, in Syrien und im Libanon vor. - Crepis libyca (Pamp.) Babc.: Sie kommt in Libyen und in Ägypten vor. - Crepis lignea (Vaniot) Babc.: Sie kommt in Laos, im südlichen Vietnam, im nördlichen Thailand und in den chinesischen Provinzen Guangxi, Guizhou, Sichuan sowie Yunnan vor. Sie wird als Heilpflanze verwendet. - Crepis litardierei Emb.: Sie kommt nur in Marokko vor. - Crepis lomonosovae Tzvelev: Sie kommt in der Mongolei vor. - Crepis lyrata (L.) Froel.: Sie kommt im zentralen Russland, in Kasachstan und in Xinjiang vor. - Crepis macedonica Kitanov: Sie kommt in Albanien, Serbien und Mazedonien vor. - Crepis macropus Boiss. & Heldr.: Sie kommt in der Türkei vor. - Crepis magellensis F.Conti & Uzunov: Sie wurde 2011 erstbeschrieben. Dieser Endemit gedeiht nur über Kalkgestein in der Nähe des Gipfelbereiches des Majella Massif in den Abruzzen in Italien. - Crepis marschallii (C.A.Mey.) F.W.Schultz: Sie kommt vom Kaukasusraum bis zum Iran vor. - Crepis meifenggensis S.S.Ying: Sie wurde 2022 aus Taiwan erstbeschrieben. - Crepis merxmuelleri Kamari & Hartvig: Sie kommt nur in Griechenland vor. - Crepis micrantha Czerep.: Sie kommt in Albanien, in Griechenland und auf der Krim, in Ägypten, West- und Zentralasien mit Kaukasusraum von Zypern bis Turkmenistan vor. - Crepis microtaraxaconoides P.Fourn.: Sie kommt in Frankreich vor. - Crepis mira (Pavlov) Sennikov - Crepis modocensis Greene: Die vier Unterarten sind im westlichen Nordamerika verbreitet: - Crepis modocensis subsp. glareosa (Piper) Babcock & Stebbins: Dieser Endemit kommt nur im Kittitas County im US-Bundesstaat Washington vor. Sie ist gefährdet und gedeiht in Höhenlagen von 1500 bis 2500 Metern. - Crepis modocensis Greene subsp. modocensis: Sie ist in British Columbia, Washington, Oregon, Idaho, Wyoming, Kalifornien, Colorado, Montana, Nevada und Utah verbreitet. Sie gedeiht in Höhenlagen von 900 bis 2500 Metern. - Crepis modocensis subsp. rostrata (Coville) Babc. & Stebbins: Sie kommt im westlichen Nordamerika nur in British Columbia und Washington vor. Sie gedeiht nur in Höhenlagen von 1000 bis 1100 Metern. - Crepis modocensis subsp. subacaulis (Kellogg) Babcock & Stebbins: Sie kommt in den US-Bundesstaaten Oregon, Nevada, Kalifornien und Montana vor. Sie gedeiht in Höhenlagen von 1800 bis 2100 Metern. - Weichhaariger Pippau (Crepis mollis (Jacq.) Asch.): Es gibt einige Unterarten: - Gewöhnlicher Weichhaar-Pippau (Crepis mollis (Jacq.) Asch. subsp. mollis): Er kommt in Europa (außer im Norden) vor. - Abgebissener Weichhaar-Pippau (Crepis mollis subsp. succisifolia (All.) Dostál): Er kommt in Italien, in der Schweiz, in Deutschland, Österreich, Tschechien, Polen und in der Slowakei vor. - Crepis mollis subsp. velenovskyi (Domin) Domin: Dieser Endemit kommt nur in Tschechien vor. - Crepis monrealensis Pau: Sie kommt in Spanien vor. - Crepis monticola Coville: Sie gedeiht in Höhenlagen von 700 bis 2400 Metern in den westlichen US-Bundesstaaten Oregon und Kalifornien vor. - Crepis muhlisii Babc.: Sie kommt in der Türkei vor. - Crepis multicaulis Ledeb. (Syn.: Crepis multicaulis subsp. congesta (Regel & Herder) Babc., Crepis multicaulis var. congesta Regel & Herder, Crepis multicaulis var. laxa Regel & Herder, Crepis multicaulis subsp. subintegrifolia Tolmatchew & Rebrikova, Crepis stoliczkae C.B.Clarke): Sie kommt in Nordeuropa, in Südwestasien, im zentralen und südwestlichen Russland, in Pakistan, in Zentralasien, Kaschmir, in Xinjiang und in der Mongolei vor. - Crepis multiflora Sm.: Sie kommt in Griechenland, auf Kreta, auf Inseln der Ägäis und in Kleinasien vor. - Nickender Pippau (Crepis neglecta L.): Er kommt in Italien, Sizilien sowie auf der Balkanhalbinsel vor und ist in weiteren Ländern Europas ein Neophyt. - Crepis nana Richardson (Syn.: Crepis nana var. lyratifolia (Turcz.) Hultén, Crepis nana subsp. ramosa Babc.) : Sie kommt im asiatischen Teil Russlands, im kanadischen Alberta, British Columbia, Neufundland und Labrador, Nordwest-Territorien, Nunavut, im Yukon-Territorium und in US-Bundesstaaten Alaska, Kalifornien, Colorado, Idaho, Montana, Nevada, Oregon, Utah, Washington sowie Wyoming vor. - Crepis napifera (Franch.) Babc.: Sie gedeiht auf Berghängen und in Wäldern in Tälern in Höhenlagen von 1400 bis 3300 Metern in den chinesischen Provinzen Guizhou, Sichuan sowie Yunnan. - Crepis neglecta L.: Sie kommt vom östlichen Mitteleuropa und Südeuropa bis zur Türkei vor. - Crepis newii Oliv. & Hiern: Sie kommt von Kenia bis ins südliche tropische Afrika vor. - Crepis nicaeensis Balb. ex Pers.: Sie kommt im Mittelmeerraum von Spanien und Frankreich bis zur Balkanhalbinsel vor. Sie ist in Nordamerika ein Neophyt. - Crepis nigrescens Pohle: Sie kommt von Finnland bis ins nördlich-zentrale Sibirien vor. - Crepis nigricans Viv.: Sie kommt in Algerien, Tunesien, Libyen und Ägypten vor. - Crepis noronhaea Babc.: Dieser Endemit kommt nur auf Porto Santo vor. - Crepis novoana S.Ortiz & al.: Sie wurde 1997 erstbeschrieben. Diese gefährdete Art kommt nur im südlichen Spanien vor. - Crepis occidentalis Nutt.: Die vier Unterarten sind im westlichen bis zentralen Nordamerika verbreitet: - Crepis occidentalis subsp. conjuncta Babc. & Stebbins: Sie gedeiht in Höhenlagen von 1400 bis 2100 Metern in US-Bundesstaaten Washington, Oregon, Wyoming, Montana, Colorado und Kalifornien. - Crepis occidentalis subsp. costata (A.Gray) Babc. & Stebbins: Sie gedeiht in Höhenlagen von 1200 bis 2500 Metern im kanadischen British Columbia sowie Saskatchewan und in den westlichen US-Bundesstaaten Washington, Oregon, Idaho, Wyoming, Montana, Utah, Colorado, Nevada sowie Kalifornien. - Crepis occidentalis Nutt. subsp. occidentalis: Sie gedeiht in Höhenlagen von 1000 bis 2200 Metern im kanadischen Alberta, British Columbia sowie Saskatchewan und in den US-Bundesstaaten Washington, Oregon, Idaho, Wyoming, Montana, Colorado, Utah, Nevada, Kalifornien, Arizona und New Mexico. - Crepis occidentalis subsp. pumila (Rydb.) Babc. & Stebbins (Syn.: Crepis pumila Rydb.): Sie gedeiht in Höhenlagen von 800 bis 1800 Metern in British Columbia und in den westlichen US-Bundesstaaten Washington, Oregon, Idaho, Montana, Utah, Nevada sowie Kalifornien. - Crepis ×oenipontana Murr - Crepis oporinoides Boiss. ex Froel.: Sie kommt in Spanien vor. - Crepis oreades Schrenk (Syn.: Crepis oreades var. cinerascens Fischer & C.A.Meyer): Sie kommt in Afghanistan, Kasachstan, Kirgisistan, Tadschikistan, in Xinjiang und Qinghai vor. - Crepis palaestina (Boiss.) Bornm.: Das Verbreitungsgebiet reicht von Zypern und Kleinasien bis Syrien und dem Gebiet von Israel und Jordanien. - Sumpf-Pippau (Crepis paludosa (L.) Moench) - Crepis paniculata C.Presl: Dieser Endemit kommt nur auf Sizilien vor. - Pannonisch-Pippau (Crepis pannonica (Jacq.) K.Koch): Er kommt auf der Balkanhalbinsel und in Kleinasien vor. - Crepis pantocsekii (Vis.) Latzel: Sie kommt in Kroatien, Bosnien und Herzegowina, Montenegro und Albanien vor. - Crepis papposissima Babc.: Sie kommt im nördlichen Iran vor. - Crepis patula Poir.: Sie kommt in Algerien und in Tunesien vor. - Crepis phoenix Dunn: Sie gedeiht auf Berghängen in Höhenlagen von etwa 2000 Metern in Yunnan. Sie wird als Heilpflanze verwendet. - Crepis pleurocarpa A.Gray (Syn.: Crepis acuminata var. pleurocarpa (A.Gray) Jepson, Crepis intermedia var. pleurocarpa (A.Gray) A.Gray): Sie gedeiht in Höhenlagen von 400 bis 2200 Metern in den westlichen US-Bundesstaaten Washington, Oregon, Kalifornien, Idaho sowie Nevada. - Berg-Pippau (Crepis pontana (L.) Dalla Torre, Syn. Crepis bocconei P.D.Sell nom. illeg., Crepis montana Tausch nom. illeg., Crepis montana Rchb.) - Crepis porrifolia D.Don: Sie kommt nur in Nepal vor. - Abgebissener Pippau (Crepis praemorsa (L.) Walther, Syn.: Crepis fistulosa Fisch. ex Turcz., Crepis racemosa St.-Lag.) - Crepis pterothecoides Boiss.: Sie kommt in Syrien, im Libanon und in Israel vor. - Schöner Pippau (Crepis pulchra L.) Sie ist in Nordamerika ein Neophyt. - Crepis pulmonariifolia Froel.: Sie kommt nur in Italien vor. - Crepis purpurea (Willd.) M.Bieb.: Sie kommt 2011 nur noch auf der Krim vor. Es sind nur zehn Fundorte bekannt. In der Roten Liste der gefährdeten Arten der IUCN gilt sie 2011 als VU = „Vulnerable“ = „gefährdet“. - Crepis pusilla (Sommier) Merxm.: Sie kommt in Portugal, auf den Balearen, auf Malta, in Griechenland, auf Kreta, auf Inseln der Ägäis, auf Zypern und in Kleinasien vor. - Zwerg-Pippau (Crepis pygmaea L.): Er kommt in Spanien, Andorra, Frankreich, Italien und in der Schweiz vor. - Schabenkraut-Pippau (Crepis pyrenaica (L.) Greuter, Syn.: Crepis blattarioides (L.) Vill.) - Crepis quercifolia Bornm. & Gauba: Sie kommt vom nördlichen Irak bis zum Iran vor. - Crepis ramosissima d’Urv.: Sie kommt von Rumänien bis zum Kaukasusraum vor. - Crepis reuteriana Boiss.: Sie kommt in Griechenland, auf Inseln der Ägäis, in der europäischen und asiatischen Türkei, in Zypern, Syrien, im Libanon und in Israel vor. - Mähnen-Pippau (Crepis rhaetica Hegetschw.): Er kommt in Frankreich, in der Schweiz, in Österreich und in Italien vor. - Crepis rigescens Diels (Syn.: Crepis rigescens subsp. lignescens Babc.): Sie kommt im nördlichen Myanmar und in Sichuan sowie Yunnan vor. - Crepis robertioides Boiss.: Sie kommt in Syrien und im Libanon vor. - Crepis rubra L.: Sie ist Italien, auf der Balkanhalbinsel, auf Kreta, auf Inseln der Ägäis und in Kleinasien verbreitet. In Frankreich und Kalifornien ist sie ein Neophyt. - Crepis rueppellii Sch.Bip.: Sie kommt im nordöstlichen und östlichen tropischen Afrika und auf der Arabischen Halbinsel vor. - Crepis runcinata (E.James) Torr. & A.Gray: Die etwa sieben Unterarten in Nordamerika verbreitet: - Crepis runcinata subsp. andersonii (A.Gray) Babc. & Stebbins: Sie gedeiht in Höhenlagen von 1200 bis 1500 Metern in den westlichen US-Bundesstaaten Kalifornien sowie Nevada vor. - Crepis runcinata subsp. barberi (Greenman) Babc. & Stebbins: Sie gedeiht nur in Höhenlagen von 1200 bis 1300 Metern in den US-Bundesstaaten Arizona, Nevada sowie New Mexico und im mexikanischen Bundesstaat Chihuahua vor. - Crepis runcinata subsp. glauca (Nuttall) Babc. & Stebbins: Sie gedeiht in Höhenlagen von 1600 bis 2300 Metern im kanadischen Alberta, Manitoba sowie Saskatchewan und in den US-Bundesstaaten Arizona, Colorado, Idaho, Montana, Nebraska, Nevada, New Mexico, North Dakota, South Dakota, Texas, Utah sowie Wyoming weitverbreitet. - Crepis runcinata subsp. hallii Babc. & Stebbins: Sie gedeiht in Höhenlagen von 1200 bis 2500 Metern in den westlichen US-Bundesstaaten Kalifornien sowie Nevada vor. - Crepis runcinata subsp. hispidulosa (Howell ex Rydb.) Babc. & Stebbins: Sie gedeiht in Höhenlagen von 1300 bis 2500 Metern im kanadischen Alberta sowie Saskatchewan und in den US-Bundesstaaten Colorado, Idaho, Montana, North Dakota, Oregon, Utah, Washington sowie Wyoming verbreitet. - Crepis runcinata subsp. imbricata Babcock & Stebbins: Sie gedeiht in Höhenlagen von 1200 bis 1900 Metern in den westlichen US-Bundesstaaten Oregon sowie Nevada vor. - Crepis runcinata (E.James) Torr. & A.Gray subsp. runcinata: Sie gedeiht in Höhenlagen von 400 bis 2700 Metern im kanadischen Alberta, British Columbia, Manitoba, Saskatchewan sowie in den US-Bundesstaaten Washington, Colorado, Idaho, Minnesota, Montana, Nebraska, Nevada, New Mexico, North Dakota, Oregon, South Dakota, Utah und Wyoming verbreitet. - Crepis sahendi Boiss. & Buhse: Sie kommt von der östlichen bis in die südöstliche Türkei und bis zum nordwestlichen Iran vor. - Crepis salzmannii Babc.: Sie kommt in Marokko und in Algerien vor. - Crepis sancta (L.) Bornm. (Syn.: Crepis nemausensis Gouan nom. illeg., Crepis multicaulis K.Koch non Ledeb., Crepis kochiana Boiss., Crepis sancta subsp. bifida (Vis.) Babc.): Es gibt etwa drei Unterarten; sie kommen in Mittel-, Süd- und Südosteuropa sowie in Ägypten und Vorderasien vor: - Crepis sancta subsp. nemausensis (P.Fourn.) Babc. (Syn.: Crepis nemausensis Gouan) - Crepis sancta subsp. obovata (Boiss. & Noë) Babc. - Crepis sancta (L.) Bornm. subsp. sancta - Crepis schachtii Babc.: Sie kommt nur in Bulgarien vor. - Crepis schreberi Froel. - Crepis schultzii (Hochst. ex A.Rich.) Hochst. ex Vatke: Sie kommt von Äthiopien bis Uganda vor. - Crepis semnanensis Heidarnia & Assadi: Sie wurde 2013 aus dem Iran erstbeschrieben. - Crepis senecioides Delile: Sie kommt von Tunesien bis Syrien und auf der Arabischen Halbinsel vor. - Borsten-Pippau (Crepis setosa Haller f.): Sie ist in Europa verbreitet und in den USA ein Neophyt. - Crepis shihii Tzvelev (Syn.: Crepis integrifolia C.Shih non Vest): Sie wurde 2007 erstbeschrieben und ist nur von der Typusaufsammlung bekannt. Auf dem Herbarbeleg wurde „Grasland in Höhenlagen von 1300 bis 1400 Metern im Altai im nördlichen Xinjiang“ als Fundortangabe verzeichnet. - Crepis sibirica L.: Sie ist in Mittel-, Südost- und Osteuropa und in Asien vom Kaukasusraum und Zentralasien bis Sibirien, in der Mongolei und in den chinesischen Provinzen Heilongjiang, Liaoning sowie Xinjiang weitverbreitet. - Crepis sibthorpiana Boiss. & Heldr.: Dieser Endemit kommt nur auf Kreta vor. - Crepis sicula Ucria - Crepis silenifolia Froel. - Crepis simplex Froel. - Crepis smyrnaea DC. ex Froel.: Sie kommt in Griechenland und im europäischen sowie asiatischen Teil der Türkei vor. - Crepis sodiroi Hieron.: Es gibt nur zwei Aufsammlungen in der Andenregion Ecuadors. Es gibt keine rezente Aufsammlung dieser Art. - Crepis sonchifolia (M.Bieb.) C.A.Mey.: Sie kommt im Kaukasusraum in Armenien, Aserbaidschan sowie Georgien vor. - Crepis spinosissima Bellardi ex Colla - Crepis sprengelii Nicotra: Sie kommt in Italien und Sizilien vor. - Crepis sprengeriana (L.) All. - Crepis stenotheca Walp. - Crepis stojanovii T.Georgiev: Sie kommt in Bulgarien und in der Türkei vor. - Crepis straussii Bornm. - Crepis suaveolens Hort. ex Colla - Crepis subscaposa Collett & Hemsl.: Sie kommt im nördlichen Myanmar, im nördlichen Laos und in Yunnan vor. - Crepis suffrenina (DC.) Steud.: Sie kommt nur in Frankreich vor. - Crepis sulphurea Pourr. ex Willk. & Lange - Crepis syriaca (Bornm.) Babc. & Navashin: Sie kommt in der Türkei, in Syrien, Libanon, Israel und Jordanien vor. - Crepis tatewakii Kudô - Dach-Pippau (Crepis tectorum L., Syn.: Crepis barckhausioides Rouy, Crepis campestris Schur, Crepis farinosa Lam., Crepis integrifolia Vest, Crepis linearifolia St.-Lag., Crepis muralis Salisb., Crepis muralis Neck. ex Steud., Crepis murorum S.G.Gmel., Crepis polymorpha Gilib., Crepis segetalis Roth ex Steud., Crepis stricta Schultz, Crepis tinctoria Dulac, Crepis varia Moench): Er ist in Europa, Russland, Kasachstan, in der Mongolei, in der Inneren Mongolei, Xinjiang sowie Heilongjiang verbreitet. In Grönland und Nordamerika ist er ein Neophyt. - Crepis tenerrima (Schweinf. & Asch.) R.E.Fr.: Dieser Endemit kommt nur in den Bergen im nordwestlichen Äthiopien vor. In der Roten Liste der gefährdeten Arten der IUCN gilt sie 2020 als VU = „Vulnerable“ = „gefährdet“. - Triglav-Pippau (Crepis terglouensis (Hacq.) A.Kerner) - Crepis thompsonii Babc.: Sie ist Afghanistan, Pakistan und Indien verbreitet. - Crepis tianshanica C. Shih: Dieser Endemit gedeiht an Berghängen in Höhenlagen von etwa 2600 Metern nur im Tian Shan in Xinjiang vor. - Crepis tingitana Ball: Sie kommt in Marokko und in Spanien vor. - Crepis triasii (Cambess.) Fr.: Sie kommt nur auf Mallorca und Menorca vor. - Crepis trichocephala (Krasch.) Krasch. ex V.V.Nikitin - Crepis trichosticta Gand. - Crepis tungusica T.V.Egorova & Sipliv. - Crepis turcica Degen & Bald.: Sie kommt in Albanien und in Griechenland vor. - Crepis turcomanica Krasch. - Crepis tybakiensis Vierh.: Dieser Endemit kommt nur auf Kreta vor. - Crepis urundica Babc.: Sie ist nur von drei Aufsammlungen aus dem südlichen-zentralen Burundi bekannt. Die letzte Herbarbeleg stammt aus dem Jahr 1972. Es ist ein Monitoring erforderlich. - Crepis vesicaria L. (Syn.: Crepis taraxacoides Desf. nom. illeg. non Pourr., Crepis taraxacifolia Willd. nom. illeg. non Thuill., Crepis taraxacifolia Knoche, Crepis raphanifolia Willd., Crepis scariosa Willd., Crepis macrophylla Desf., Crepis vesicaria var. scariosa (Willd.) Bisch.): Es gibt etwa sieben Unterarten, darunter: - Löwenzahn-Pippau (Crepis vesicaria subsp. taraxacifolia (Thuill.) Thell., Syn.: Crepis taraxacifolia Thuill.): Er kommt in Nordafrika und von Südeuropa bis Mitteleuropa vor. - Crepis vesicaria L. subsp. vesicaria: Sie kommt in Süd- und Mitteleuropa, in Nordafrika und in der Türkei vor. - Crepis viscidula Froel.: Sie kommt in Serbien, Bosnien und Herzegowina, Montenegro, Rumänien, Albanien, Nordmazedonien sowie Griechenland vor. - Crepis vuralii Yıld.: Sie wurde 2023 aus dem asiatischen Teil der Türkei erstbeschrieben. - Crepis willdenowii Czerep.: Sie kommt in der Türkei, in Armenien und in Georgien vor. - Crepis willemetioides Boiss. - Crepis xylorrhiza Sch.Bip. ex Babc. - Zakynth-Pippau (Crepis zacintha (L.) Loisel., Syn.: Zacintha verrucosa (L.) Gaertn., Lapsana zacintha L.): Er ist in Süd-, Ost- und Mitteleuropa sowie Westasien verbreitet und ist in Texas ein Neophyt. |

## Weiterführende Literatur
- Neela Enke: Contributions towards a revised infrageneric classification of Crepis (Cichorieae, Compositae). In: Willdenowia, Volume 39, Issue 2, 2010, S. 229–245. doi:10.3372/wi.39.3920
- Neela Enke, R. Kunze, F. Pustahija, G. Glöckner, J. Zimmermann, J. Oberländer, G. Kamari, S. Siljak-Yakovlev: Genome size shifts: karyotype evolution in Crepis section Neglectoides (Asteraceae). In: Plant Biology, Volume 17, Issue 4, 2015, S. 775–786.
- Nursen Aksu Kalmuk, Huseyin Inceer, Kemal Vehbi Imamoglu: Achene micromorphology of 26 Crepis L. (Asteraceae) taxa from Turkey with notes on its systematic and ecological significance. In: Botany Letters, Volume 165, Issue 2, April 2018, S. 1–15. doi:10.1080/23818107.2018.1452167

- Karte mit allen verlinkten Seiten:
- OSM |
- WikiMap